# Gianius cristolatus
Gianius cristolatus är en ringmaskart som först beskrevs av Erséus 1983.  Gianius cristolatus ingår i släktet Gianius och familjen glattmaskar. Inga underarter finns listade i Catalogue of Life.